# 十恶 (法律)
十惡為古代中國法律對十種重大犯罪的總稱。
中国古代對重大犯罪的法律判定從秦汉起便逐渐形成，及至《北齐律》正式明确了「重罪十条」，隋朝《开皇律》又在「重罪十条」的基础上发展为「十恶之条」列入律典，其后歷代均相繼沿用。
而所谓「十恶」，原本并非中国古代的專门法律術语，而是佛教术语。学者周東平认为《開皇律》借用了这个概念并赋与其全新的法律内涵，体现了当时佛教对中国文化的影响。而今十恶在中文裡已经具有了宗教上和法律上的双重含义。

## 內容
- 謀反：預謀弒殺皇帝及顛覆朝廷。
- 謀大逆：預謀毀壞宗廟、皇陵及宮殿。
- 謀叛：預謀叛國通敵。
- 惡逆：毆打及謀殺祖父母、父母；殺伯叔父母、姑、兄姊、外祖父母；殺夫、夫之祖父母、夫之父母。
- 不道：殺一家中三人，而被害人皆無死罪者；殺人後將其肢解；製造、流布及畜養蠱毒，有害人之虞者；以邪異之術，致人疾病及死亡者。
- 大不敬：盜取大祭祀之器具、皇帝之各種用品；竊盜及偽造皇帝、三后[2]璽印；調合供進皇帝之藥品，用劑及封題錯謬者；造御膳，誤用忌食之物者；造皇帝所乘船舶，誤而未使其牢固者；謗毀皇帝，情事嚴重，及捍抗皇帝派遣之使者，而無人臣之禮者。
- 不孝：告發及咒罵祖父母父母，及祖父母父母尚在，而別立戶籍、分置財產，或不敬奉養之責；居父母喪而嫁娶，或作樂、免喪服而服吉服者；聞祖父母父母喪，隱不舉哀，詐稱祖父母父母死者。
- 不睦：謀殺及賣緦麻以上親，毆打、告發丈夫及大功以上尊長、小功尊屬。
- 不義：所服事之主為職事五品以上官員而殺之，及殺刺史、縣令、己身之教師；吏、卒殺本部五品以上官長；丈夫喪，妻隱不舉哀，並作樂、免喪服而服吉服及改嫁者。
- 內亂：姦小功以上親屬、父祖之妾，及與之通姦者。

## 十恶不赦
貴族和官員在《開皇律》享有特權，凡屬八議之內，及七品以上官吏犯罪者，皆可減罪一等。九品以上官吏犯罪，亦可以錢贖之，但十惡之罪，則不在可贖之例。後代每逢大赦天下，惟十惡大罪絕對無法獲赦，因此有「十惡不赦」之說。

### 引用
1. ↑  周東平. . 《法学研究》 (北京: 中国社会科学院法学研究所). 2005年, (第4期): 第133～137页. ISSN 1002-896X （中文（简体））.
2. ↑  三，謂皇后、皇太后、太皇太后。